# 増田和也
増田 和也（ますだ かずや、1982年1月3日 - ）は、テレビ東京の社員。元同局アナウンサー。

## 来歴
群馬県前橋市出身。前橋市立中川小学校、前橋市立第二中学校（現前橋市立みずき中学校）、群馬県立前橋高等学校、2004年3月、新潟大学理学部自然環境科学科（地学専攻）卒業後の同年4月、テレビ東京に入社。同期入社はアナウンサーの松丸友紀、元アナウンサーで報道局記者の滝井礼乃、報道局政治部官邸キャップの篠原裕明。また、学生時代にはテニスサークルラバーズに所属。
スポーツアナウンサーとしては、プロ野球中継と競馬中継の実況を担当。2009年4月21日に東京ドームで行われた北海道日本ハムファイターズ対福岡ソフトバンクホークスでTVQ向けに放送された試合中継で実況を担当した。ラジオでは「裏送り」として遠方の放送局が地元局に頼んで行われるがテレビでは珍しい形式であった。また、民放競馬記者クラブによる2008年度JRA賞（年度代表馬）の記者投票では、増田ただひとりがカネヒキリに票を投じた。
その一方、バラエティ番組の司会も担当している。2006年には『こちらササキ研究所』を担当。また、『和風総本家』（テレビ大阪制作、全国ネット）では、演出の一環として増田の出演者に対する無礼且つ冷徹な対応が番組のアクセントになっている。問題に答えられなかったり、ヒントを求める出演者に対して皮肉交じりの見下したような発言を連発し、重ねるようにレギュラー出演者の地井武男の冠番組『ちい散歩』（テレビ朝日）を連想させるコメントが出され、それに地井が苦笑して言い返すという展開がお約束となっていた。
その一方で、時折は自身の無礼さを認めたり、正解した出演者を素直に褒めるといったツンデレ的な面を垣間見せることもある。ただしこれらは全てあくまでも番組上の演出であり、番組内で地井が「本番が終わった帰り際に増田に謝られることがある」と冗談めかして暴露したり、「（増田が地井の出身地である）匝瑳市（千葉県）に行ったらどうなるか分からないぞ」などと言い返すところまでがお決まりの流れであった。
2012年6月29日、療養中だった地井が亡くなり、死去後初めての放送となった同年7月5日放送の和風総本家の最後に、増田が別撮りで地井を追悼。地井に対する無礼な発言は視聴者から批判を受けることも多々あったが、地井本人は増田へ「お前が新しいアナウンサーの道を作っていけばいいんだよ」と励ましてくれたと語り、途中から号泣。地井との信頼関係からできたやりとりであることを窺わせた。
2012年11月には、同学年且つ同期デビューでもあるNHKアナウンサーの廣瀬智美（NHK総合『ニュースウオッチ9』スポーツキャスター）と結婚していたことが判明した。増田自身も、結婚前の2009年4月から2014年3月まで、『neo sports』の土・日曜放送分でスポーツキャスターを務めていた。
2015年10月5日に第1子（長男）が誕生したことを、同年10月24日のウイニング競馬放送中に公表した。現在は廣瀬との間に二児（ともに男児）をもうけている。
2019年11月12日付でアナウンス部から営業局営業推進部に異動になった。

## 担当番組
- NEWS MARKET 11（水・ニュース担当）
- スキバラ・ガレッジ×ビレッジ（月・18:30 - 19:00）
- スキバラ・キンコンヒルズ（木・18:30 - 19:00）※不定期出演
- TXNニュース（日・24:30 - 24:35）
- ニュースブレイク（日・21:48 - 21:54）
- スキバラ・こちらササキ研究所
- プレミア音楽祭（2013年7月14日、司会）
- neo sports（週末版、土・日担当）（2009年4月4日 - 2014年3月30日）
- トクして遊ぶ!買い物天国（2011年6月28日、8月30日、11月29日）※特番
- やりすぎ都市伝説※特番
  - 「ウソかホントかわからない やりすぎ都市伝説スペシャル2018夏」オススメ（2018年7月25日）
- 土曜スペシャル「ローカル路線バス乗り継ぎの旅 大感謝祭」（2015年6月13日、司会）
- リオ五輪
- 和風総本家（木・21:00 - 21:54、テレビ大阪制作）※進行役
- ざっくりハイタッチ（土・25:15 - 25:45）※ナレーター
- ○○式って効くの?（火・0:12 - 1:00、月曜深夜）レギュラー [6]
- BSニュース 日経プラス10（サブキャスター、2019年2月20日）
- ボクシング中継
  - 実況やセコンドリポートを担当。2012年12月31日には、WBA世界スーパーフライ級タイトルマッチ・テーパリット・ゴーキャットジムVS河野公平戦中継（大田区総合体育館）で実況を任された。
- ウイニング競馬（土・15:00 - 16:00）
- 全仏オープンテニス中継  ※滝川クリステルとのコンビでMCを担当
  - スポーツアナウンサーの先輩・小島秀公の後任扱いで、2018年の中継から出演。
- スポーツ中継（卓球、柔道、テニス、ソフトボールなど）

## その他出演

### 映画
- 劇場版ポケットモンスター ダイヤモンド&パール 幻影の覇者 ゾロアーク（2010年）※アナウンサー 役（声の主演）

### テレビドラマ
- リミット（2013年7月12日）
- 初森ベマーズ（2015年9月25日）※実況アナウンサーとして、本名で出演
- 孤独のグルメ Season8 第4話    （2019年10月26日、テレビ東京） - 客 役

### CM
- 動画配信サービス「Paravi（パラビ）」（2018年、プレミアム・プラットフォーム・ジャパン）[7]

## 競馬GⅠ担当レース
- ホープフルステークス（2018年）